# Catholic Fraternity
Catholic Fraternity ist die internationale Kurzbezeichnung  für den Katholischen Verbund der charismatischen Bundesgemeinschaften und -vereinigungen (en.: Catholic Fraternity of Carismatic Covenant Communities and Fellowship, it.: Fraternitá Cattolica della Comunitá e Associazoni di Alleanza) und bedeutet „Katholische Bruderschaft“. Der ökumenische Verbund ist eine vom Heiligen Stuhl im Jahr 1990 anerkannte Vereinigung von Gläubigen mit 99 Gemeinschaften, die sich weltweit auf 14 Länder verteilen.

## Geschichte
Mitglieder der „Internationalen Bruderschaft der charismatischen Gemeinschaften“ gründeten die erste Gruppe der Catholic Fraternity. Die Vereinigung stellte sich ökumenisch auf, wobei die Katholiken den größeren Anteil bildeten. Die Gründerzeit wurde durch den ersten Präsidenten – dem Australier Brian Smith – geprägt, der vom Texaner Bobbie Cavar unterstützt wurde. Am 30. November 1990 erhielt der Verbund vom Päpstlichen Rat für die Laien das Anerkennungsdekret zu einer internationalen Vereinigung von Gläubigen päpstlichen Rechts.

## Selbstverständnis
Der Verbund ist bestrebt den kirchlichen Missionsauftrag gemeinsam mit dem Papst zu erfüllen, hierzu vereint sie die katholischen charismatischen Gemeinschaften zu einem ökumenischen Verbund. Er versteht sich als eine Vereinigung von Mitgliedern, die im Sinne des Heiligen Geistes die geschenkten Charismen treu erhalten. Dieses bedeutet auch Treue zum Kirchenverständnis, Erhaltung und Anbetung der Sakramente und die ausdrückliche Verehrung der Gottesmutter Maria. Zur Erfüllung ihrer Aufgaben arbeiten die brüderlichen Gemeinschaften mit vielen kirchlichen Gemeinschaften und Bewegungen zusammen und setzt sich gleichfalls für eine gelebte Ökumene ein.

## Organisation und Ausweitung
Auf diözesaner Ebene bilden die „Charismatischen Gemeinschaften“, die vom Diözesanbischof zugelassen sein müssen, die Basisarbeit. Der Ortsbischof verfügt über keine juridische Gewalt, sondern übernimmt die pastorale und spirituelle Verantwortung. Die Catholic Fraternity ist keine hierarchisch organisierte Vereinigung, vielmehr verstehen sich die beigetretenen Gemeinschaften als eine Föderation von Organisationen. Die Mitgliedsgemeinschaften entsenden zu den Hauptversammlungen ihre Delegierten, der sich als repräsentativer Rat versteht. Während der 16. Weltkonferenz im Jahr 2014 wurden die Delegierten in einer Audienz von Papst Franziskus empfangen. Dieser Rat tritt alle zwei Jahre zusammen und wird von einem gewählten Präsidenten geleitet, aus dem Rat wird ein Exekutivausschuss gewählt. Die Catholic Fraternity hat 99 Mitgliedsgemeinschaften und Vereinigungen, die sich auf weltweit auf 14 Länder verteilen, davon vertreten  Asien 2 Länder, Europa 5 Länder, Nordamerika 2 Länder, Ozeanien 1 Land und Südamerika 3 Länder.
Der Verbund hat unter seiner Federführung theologische und pastorale Ausbildungsstätten errichtet, er leitet Radio- und Fernsehsender zur Evangelisierung, betreut Exerzitienhäuser und führt Projekte zur Erziehung und Katechese durch. Darüber hinaus arbeiten die Mitglieder an Programmen für Jugendliche und junge Erwachsene innerhalb ihrer Pfarreien, in Schulen und Universitäten, im Vordergrund steht dabei immer die Evangelisierung.
Zu den Mitgliedern des charismatischen Verbundes gehören Fondacio. Christen für die Welt, Gemeinschaft der Seligpreisungen, Gemeinschaft Emmanuel, Katholische Gemeinschaft Schalom, Institut für Weltevangelisierung – ICPE-Mission und Internationaler Dienst für die Charismatische Erneuerung in der katholischen Kirche.